# 植田真梨恵
植田 真梨恵（うえだ まりえ、1990年9月22日 - ）は福岡県久留米市出身の日本のシンガーソングライター。血液型はB型。大阪府在住。シンガーソングライターの植田真衣は妹。

## 来歴

### デビュー前
参考：公式サイトのプロフィール
5、6歳の頃、歌手になりたいと思うようになり、小学生時代は地元ののど自慢大会に出場したりさまざまなオーディションを受けたりしていた。
2003年、12歳の時に「Jaccomミュージックフェスティバル2003」で「もらい泣き」を歌い、入賞する。
中学生になってから福岡のタレント事務所に声をかけられ、そこに所属することになる。しかしタレントになりたいわけではなかったので、音楽をやりたいとずっと言い続けていた。すると現在の所属レーベル・GIZA studioのオーディションを紹介され、中学3年生の時に優勝。
2006年春、中学卒業を期に、GIZA studioの誘いで単身で大阪に渡り、ライブや曲作りといった音楽活動を開始。もともと音楽浸けの生活を送るつもりだったので、進学先には週に1回通学するだけで大丈夫な通信制の高校を選んだ。
2007年春、ライブパフォーマンスがレコード会社のスタッフの目にとまり、本格的な音楽制作活動に入る。

### 歌手デビュー
- 2008年7月、ファースト・ミニアルバム『退屈なコッペリア』でインディーズデビュー。
- 2010年、舞台「ワンハンドレッドライフ」に女優として出演。
- 2012年、初めてのフルアルバム『センチメンタルなリズム』をリリース。
- 2014年8月6日、約7年にわたるインディーズ活動を経て1stシングル「彼に守ってほしい10のこと」でメジャーデビュー[5]。
- 2014年12月31日、「COUNTDOWN JAPAN 14/15」に出演。
- 2015年2月25日、メジャー1stアルバム『はなしはそれからだ』をリリース[6]。
- 2016年2月1日、4thシングル「スペクタクル」をリリース。自身初のオリコン週間ランキングトップ20入りを果たす[7]。
- 2016年9月20日、出身地の久留米市より「くるめふるさと大使」の委嘱を受ける[8]。
- 2023年4月30日、インディーズ時代より18年間に渡り所属してきたギザアーティスト及びギザとの専属マネージメント契約の終了。

## 人物
絵を描くことが好きで、これまでリリースしてきたCDのジャケットデザインも自らこなす。メジャーファーストアルバムのジャケットも本人のプロデュースによるもの。
初めて自分で買ったCDは、自分で稼いだお金で買ったのは中村一義の『金字塔』、お年玉などで買ったのはSPEEDのベスト・アルバムやw-inds.のシングル。

## 音楽性
影響を受けたり、本人が憧れていた女性ミュージシャンは宇多田ヒカル、YUKI、椎名林檎、CHARA、安藤裕子、Salyu、倉橋ヨエコなど。それぞれのカラーがあって声一つで空気を自分の色にできる女性歌手たちだと言っている。また、シンガー・ソングライターとしての生業を参考にした人物に前述の中村一義を挙げている。
作詞作曲を始めたのは音楽をジャンルで縛りたくないという思いから。本来はシンガーソングライターを目指していたわけではなく、必要性を感じて曲を書き始めて歌うようになったらそれが楽しくなったという感じである。そのため自分で曲を作ることにこだわりを持っておらず、また昭和歌謡のようにきちんと作詞家と作曲家と歌い手が分業してエンターテインメントとしてバランスが取れているものを世に送り出す形式が好きなので、他人からの提供曲も歌いたいと思っている。
中学校3年生の夏休みに、友達と遊び半分のバンドをやるためにいとこにギターを借りてコードを覚え、簡単なコードで初めて曲を作った。
基本的に、一人でデモを作る段階で、間奏やイントロ、アウトロなども含めた全体の尺を固めてしまい、フルコーラスのデモを作ることから始める。その段階のデモは、歌詞先行だったりメロディ先行だったり、その両方が同時にできたりしているものを、ギターかピアノで弾き語っているだけのもの。これを、アレンジャーに楽曲のイメージや使いたい音色などを伝えて、何度もやり取りしながら作っていく。イントロのリフやフレーズから指定することもあれば、抽象的なイメージだけを伝えて作ってもらうこともある。
メジャーデビューに当たって、初めてバンドメンバーとスタジオに入って曲を合わせてから各楽器のフレーズやリズムを一緒に考えていくという一般的なやり方で曲を作った。

## ディスコグラフィ

### シングル
|              | 発売日         | タイトル                 | 規格品番                                    | 最高位       | 収録アルバム                  |
| インディーズ | インディーズ   | インディーズ             | インディーズ                                | インディーズ | インディーズ                  |
| ------------ | -------------- | ------------------------ | ------------------------------------------- | ------------ | ----------------------------- |
| 1st          | 2013年8月7日   | 心/S/サ                  | TCR-067～069                                | 251位        | アルバム未収録                |
| メジャー     |                |                          |                                             |              |                               |
| 1st          | 2014年8月6日   | 彼に守ってほしい10のこと | GZCA-4140                                   | 82位         | はなしはそれからだ            |
| 2nd          | 2014年11月19日 | ザクロの実               | GZCA-4141                                   | 87位         | はなしはそれからだ            |
| 3rd          | 2015年8月12日  | わかんないのはいやだ     | GZCA-4143（初回限定盤） GZCA-4142（通常盤） | 35位         | ロンリーナイト マジックスペル |
| 4th          | 2016年1月20日  | スペクタクル             | GZCA-4144（初回限定盤） GZCA-4145（通常盤） | 20位         | ロンリーナイト マジックスペル |
| 5th          | 2016年7月6日   | ふれたら消えてしまう     | GZCA-4146（初回限定盤） GZCA-4147（通常盤） | 32位         | ロンリーナイト マジックスペル |
| 6th          | 2016年10月12日 | 夢のパレード             | GZCA-4148（初回限定盤） GZCA-4149（通常盤） | 28位         | ロンリーナイト マジックスペル |
| 7th          | 2017年8月9日   | REVOLVER                 | GZCA-4150（初回限定盤） GZCA-4151（通常盤） | 32位         | ハートブレイカー              |
| 8th          | 2018年7月25日  | 勿忘にくちづけ           | GZCA-4152（初回限定盤） GZCA-4153（通常盤） | 41位         | W.A.H.                        |

### 配信限定シングル
|              | 発売日         | 曲名                     | 収録CD           |
| インディーズ | インディーズ   | インディーズ             | インディーズ     |
| ------------ | -------------- | ------------------------ | ---------------- |
| 1st          | 2008年1月30日  | 夜風                     | 退屈なコッペリア |
| 2nd          | 2008年2月27日  | 箱(ボックス)             | 退屈なコッペリア |
| 3rd          | 2008年3月26日  | 忘れもの                 | 退屈なコッペリア |
| 4th          | 2008年4月30日  | ハルシネーション         | 退屈なコッペリア |
| 5th          | 2008年5月28日  | 白い月                   | 退屈なコッペリア |
| 6th          | 2008年6月25日  | カーテンの刺繍           | 退屈なコッペリア |
| 7th          | 2013年6月19日  | 心と体                   | 心/S/サ          |
| 8th          | 2013年6月19日  | S・O・S                  | 心/S/サ          |
| 9th          | 2013年6月19日  | サファイア!              | 心/S/サ          |
| メジャー     |                |                          |                  |
| 1st          | 2015年4月3日   | 鳴いたおなかの虫         | アルバム未収録   |
| 2nd          | 2017年5月5日   | 虹はかかるから           | アルバム未収録   |
| 3rd          | 2017年5月20日  | 灯                       | W.A.H.           |
| 4th          | 2019年1月16日  | FAR                      | F.A.R.           |
| 5th          | 2019年3月13日  | Bloomin'                 | W.A.H.           |
| 6th          | 2019年10月1日  | Stranger                 | ハートブレイカー |
| 7th          | 2020年05月1日  | I Just Wanna Be A Star   | ハートブレイカー |
| 8th          | 2020年05月1日  | Whats                    | ハートブレイカー |
| 8th          | 2020年09月30日 | いいこのバースデーソング | TBA              |

### アルバム

#### オリジナルアルバム
|              | 発売日         | タイトル                      | 規格品番                                    | 最高位       |              |
| インディーズ | インディーズ   | インディーズ                  | インディーズ                                | インディーズ | インディーズ |
| ------------ | -------------- | ----------------------------- | ------------------------------------------- | ------------ | ------------ |
| 1st          | 2012年4月18日  | センチメンタルなリズム        | TCR-066                                     | 214位        |              |
| メジャー     |                |                               |                                             |              |              |
| 1st          | 2015年2月25日  | はなしはそれからだ            | GZBB-5271（初回限定盤） GZCA-5272（通常盤） | 45位         |              |
| 2nd          | 2016年12月14日 | ロンリーナイト マジックスペル | GZBB-5278（初回限定盤） GZCA-5279（通常盤） | 30位         |              |
| 3rd          | 2020年08月26日 | ハートブレイカー              | GZCA-5297（初回限定盤） GZCA-5298（通常盤） | 34位         |              |
| 4th          | 2022年9月21日  | Euphoria                      | GZCA-5314（初回限定盤） GZCA-5315（通常盤） | -            |              |

#### ミニアルバム
|              | 発売日        | タイトル           | 規格品番                                    | 最高位       |
| インディーズ | インディーズ  | インディーズ       | インディーズ                                | インディーズ |
| ------------ | ------------- | ------------------ | ------------------------------------------- | ------------ |
| 1st          | 2008年7月30日 | 退屈なコッペリア   | TCR-060                                     | 圏外         |
| 2nd          | 2009年5月27日 | U.M.E.             | TCR-062                                     | 圏外         |
| 3rd          | 2010年6月30日 | 葬るリキッドルーム | TCR-063                                     | 圏外         |
| メジャー     |               |                    |                                             |              |
| 1st          | 2019年2月20日 | F.A.R.             | GZCA-5284（初回限定盤） GZCA-5285（通常盤） | 47位         |
| 2nd          | 2019年4月17日 | W.A.H.             | GZCA-5286（初回限定盤） GZCA-5287（通常盤） | 33位         |

### ライブ会場限定デモCD
|     | 発売日         | タイトル   | 発売場所             |
| --- | -------------- | ---------- | -------------------- |
| 1st | 2007年11月18日 | DEMO vol.1 | 北堀江hills パン工場 |
| 2nd | 2008年春       | DEMO vol.2 | 各ライブ会場         |
| 3rd | 2008年春       | DEMO vol.3 | 各ライブ会場         |
| 4th | 2008年夏       | DEMO vol.4 | 各ライブ会場         |
| 5th | 2008年秋       | DEMO vol.5 | 各ライブ会場         |
| 6th | 2011年4月18日  | HJOW-0001  | 北堀江hills パン工場 |
| 7th | 2011年9月24日  | "T・O・G"! | 北堀江hills パン工場 |
| 8th | 2011年11月21日 | 1990       | 渋谷チェルシーホテル |

### 映像作品
| 発売日        | タイトル                                                   | 規格品番    | 最高位 |
| ------------- | ---------------------------------------------------------- | ----------- | ------ |
| 2016年4月6日  | UTAUTAU vol.2                                              | GZBA-8028/9 | 34位   |
| 2017年1月1日  | PALPABLE! BUBBLE! LIVE! -SUMMER 2016-                      | GZBA-8030   | 25位   |
| 2018年2月21日 | ロンリーナイト マジックスペル                              | GZBA-8022/3 | 33位   |
| 2019年1月23日 | Live of Lazward Piano “bilberry tour” at 東京グローブ座    | GZXA-8034   | 36位   |
| 2020年1月8日  | Live of Lazward Piano -凍てついた星座- at 大阪市中央公会堂 | GZXA-8035   | 45位   |
| 2020年8月26日 | PALPABLE! MARBLE! LIVE! –ANNIVERSARY 2019-                 | GZXA-8036   | 29位   |

### タイアップ
| 楽曲                          | タイアップ | 時期   |
| ----------------------------- | --- | ------ |
| メリーゴーランド              | スマートフォン向けゲームアプリ『SHOW BY ROCK!!』使用曲 | 2012年 |
| ミルキー                      | BS11「女傑の導き」エンディングテーマ | 2012年 |
| 心と体 S・O・S サファイア!    | スマートフォン向けゲームアプリ『SHOW BY ROCK!!』使用曲 | 2013年 |
| 彼に守ってほしい10のこと      | スマートフォン向けゲームアプリ『SHOW BY ROCK!!』使用曲 KBS京都『京スポ』7月度エンディングテーマ テレビ金沢『となりのテレ金ちゃん』8月エンディングテーマ テレビ金沢『花のテレ金ちゃん』8月エンディングテーマ RKK熊本放送『SOUND STEADY』8月オープニングテーマ | 2014年 |
| FRIDAY                        | 江崎グリコ『コロン』テーマソング KBCTV『ドォーモ』2月度エンディングテーマ | 2015年 |
| 鳴いたおなかの虫              | フジテレビ『みんなのニュース内コーナー ニュースのうた』金曜日使用曲 | 2015年 |
| 泣いてない                    | スマートフォン向けゲームアプリ『SHOW BY ROCK!!』使用曲 | 2015年 |
| わかんないのはいやだ          | スマートフォン向けゲームアプリ『SHOW BY ROCK!!』使用曲 TBS系『CDTV』8月度エンディングテーマ テレビ金沢『となりのテレ金ちゃん』8月度エンディングテーマ | 2015年 |
| クリア                        | オルビス スキンケア『CLEAR』イメージソング | 2015年 |
| スペクタクル                  | 日本テレビ系『バズリズム』パワープレイ KBC九州朝日放送『ドォーモ』1月度エンディングテーマ | 2016年 |
| ふれたら消えてしまう          | AbemaTV『みのもんたのよるバズ！』エンディングテーマ KBC九州朝日放送『ドォーモ』7月度エンディングテーマ KAB熊本朝日放送『5ch』7月度エンディングテーマ Rhythm staion(エフエム山形)『MONTHLY HYPER PLAY』8月度パワープレイ FM徳島『MORNING パワープレー』7月度パワープレイ FM愛媛『伊坂彰のGREAT NOISY CLUB』7月度パワープレイ 『FMN1 iMA音楽』7月度パワープレイ スマートフォン向けゲームアプリ『SHOW BY ROCK!!』使用曲 | 2016年 |
| ルーキー                      | KAB熊本朝日放送『2016 KAB 夏の高校野球 応援ソング』 | 2016年 |
| 夢のパレード                  | テレビ朝日『musicるTV』10月度オープニングテーマ 『FM OSAKA』10月度E∞Tracks FMN1『iMA音楽』10月度パワープレイ | 2016年 |
| 210号線                       | 『久留米大学』平成28年度オープンキャンパステレビCMソング テレビ朝日系列『Nagasaki器めぐり〜器に恋するイマドキ女子〜』テーマソング | 2016年 |
| ロンリーナイト マジックスペル | 『ドリームスFM』12月度パワープレイ | 2016年 |
| ダイニング                    | 日本テレビ系『バズリズム』パワープレイ FM-N1『FMN1 iMA音楽』12月度パワープレイ MROラジオ『音どけ』12月度グッドミュージック FM愛媛『伊坂彰のGreat Noisy Club!』12月度ヘビーローテーション InterFM『Hot Picks』パワープレイ FM-FUJI『SOUND FOREST』12月度パワープレイ スマートフォン向けゲームアプリ『SHOW BY ROCK!!』使用曲                                                                                           | 2016年 |
| 虹はかかるから                | 劇場アニメ『ゴーちゃん。〜モコとちんじゅうの森の仲間たち〜』エンディングテーマ | 2017年 |
| 灯                            | 映画『トモシビ 銚子電鉄6.4kmの軌跡』主題歌 | 2017年 |
| REVOLVER                      | ABC朝日放送「ビーバップ！ハイヒール」オープニングテーマ | 2017年 |
| 勿忘にくちづけ                | 久留米絣PR動画『Kurumekasuri Story お伝さん〜久留米かすり物語』主題歌 | 2017年 |
| go for the sun                | 久留米絣PR動画『Kurumekasuri Story お伝さん〜久留米かすり物語』挿入歌 | 2017年 |
| 長い夜                        | 株式会社三昭堂TVCM『あなたでいる篇』イメージソング | 2018年 |
| 勿忘にくちづけ                | チョーヤ『夏梅』CMソング | 2018年 |
| 勿忘にくちづけ                | 日本テレビ系『バズリズム02』パワープレイ | 2018年 |
| FAR                           | サンテレビ「音都」エンディングテーマ（2019年2月13日〜4月3日） | 2019年 |
| Bloomin'                      | TBS系『CDTV』4月度エンディングテーマ | 2019年 |
| Bloomin'                      | サンテレビ「音都」エンディングテーマ（2019年4月10日〜同年5月9日) | 2019年 |
| ひねもす                      | J:COM「TOGGYの清く正しくテキトーチャンネル」5月度エンディングテーマ | 2019年 |
| Softly                        | 久留米の工務店「ホームラボ」CMソング | 2019年 |
| Stranger                      | Flags 21st Anniversary テーマソング | 2019年 |
| What's                        | 映画「ミセス・ノイズィ」主題歌 | 2020年 |
| I Just Wanna Be A Star        | ドラマ特区「ピーナッツバターサンドウィッチ」エンディング主題歌 | 2020年 |
| heartbreaker                  | テレビ朝日系列 音楽番組「musicる TV」 9月度オープニングテーマ | 2020年 |

### 参加作品
| 発売日        | 商品名      | 歌                  | 楽曲                                 | 備考                           |
| ------------- | ----------- | ------------------- | ------------------------------------ | ------------------------------ |
| 2018年8月29日 | ENDLESS!!!! | SHOWBYROCK!! Family | 「ENDLESS!!!!」                      | ゲーム『SHOW BY ROCK!!』関連曲 |
| 2018年8月29日 | ENDLESS!!!! | SHOWBYROCK!! Family | 「Eternal Unity -明日へのメロディ-」 | ゲーム『SHOW BY ROCK!!』関連曲 |

## ライブ

### 主な出演イベント
| 年   | 出演日   | イベント名                                          |
| ---- | -------- | --------------------------------------------------- |
| 2009 | 11月1日  | MINAMI WHEEL 2009                                   |
| 2010 | 6月16日  | J-WAVE LIVE SUPERNOVA vol.52                        |
| 2010 | 11月12日 | MINAMI WHEEL 2010                                   |
| 2011 | 6月5日   | SAKAE SP-RING 2011                                  |
| 2011 | 10月15日 | MINAMI WHEEL 2011                                   |
| 2012 | 5月19日  | SOUND AROUND KOBE '12                               |
| 2012 | 6月2日   | SAKAE SP-RING 2012                                  |
| 2012 | 8月5日   | ap bank fes '12 Fund for Japan                      |
| 2012 | 9月17日  | KANSAI LOVERS 2012                                  |
| 2012 | 10月11日 | Natural Woman ～MINAMI WHEEL EDITION～              |
| 2013 | 2月8日   | フリージアとショコラ 2013                           |
| 2013 | 10月14日 | MINAMI WHEEL 2013                                   |
| 2014 | 4月20日  | トアロード・アコースティックフェスティバル 2014     |
| 2014 | 6月8日   | SAKAE SP-RING 2014                                  |
| 2014 | 8月22日  | SOUND SHOCK 2014                                    |
| 2014 | 9月14日  | HOT STUFF POWER PUSH! Summer Romance                |
| 2014 | 10月12日 | MINAMI WHEEL 2014                                   |
| 2014 | 11月8日  | oricon Sound Blowin' 2014 ～autumn～                |
| 2014 | 11月15日 | guitar girls recommend powered by M-ON!             |
| 2014 | 12月18日 | 聖なる夜の贈りもの 2014 in 赤レンガ                 |
| 2014 | 12月31日 | COUNTDOWN JAPAN 14/15                               |
| 2015 | 1月24日  | SDD TOWN MEETING 2015                               |
| 2015 | 3月22日  | SANUKI ROCK COLOSSEUM ～BUSTA CUP 6th round～       |
| 2015 | 4月19日  | トアロード・アコースティック・フェスティバル 2015   |
| 2015 | 5月3日   | n・g・g・f vol.2 ～new guitar girls fes.～          |
| 2015 | 6月7日   | SAKAE SP-RING 2015                                  |
| 2015 | 8月1日   | SHOW BY ROCK!! "3969" SUMMER FES 2015               |
| 2015 | 8月8日   | ROCK IN JAPAN FESTIVAL 2015                         |
| 2015 | 8月25日  | Kansai College Chart Live!                          |
| 2015 | 9月21日  | Yamaha Acoustic Mind 2015                           |
| 2015 | 9月27日  | MUSIC CITY TENJIN 2015                              |
| 2015 | 10月12日 | MINAMI WHEEL 2015                                   |
| 2015 | 10月24日 | SSW15 ～SINGER SONG WRITERS 2015～                  |
| 2015 | 11月1日  | 豊洲野音CARNIVAL                                    |
| 2015 | 11月8日  | くるめ街かど音楽祭 2015                             |
| 2015 | 11月30日 | MITSUBACHI FES 2015 in TOKYO                        |
| 2015 | 12月1日  | FM NORTH WAVE Act Against AIDS LIVE 2015 in SAPPORO |
| 2016 | 3月19日  | HAPPY JACK 2016                                     |
| 2016 | 3月20日  | SANUKI ROCK COLOSSEUM ～BUSTA CUP 7th round～       |
| 2016 | 4月16日  | 百万石見放題                                        |
| 2016 | 6月5日   | SAKAE SP-RING 2016                                  |
| 2016 | 7月30日  | a-nation island GIRLS' FACTORY 16                   |
| 2016 | 8月3日   | SHOW BY ROCK!! "3969" SUMMER FES 2016               |
| 2016 | 8月4日   | SHOW BY ROCK!! "3969" SUMMER FES 2016               |
| 2016 | 8月13日  | ROCK IN JAPAN FESTIVAL 2016                         |
| 2016 | 8月21日  | MONSTER baSH 2016                                   |
| 2016 | 8月26日  | GIRL's PIC vol.2                                    |
| 2016 | 8月31日  | SHOW BY ROCK!! "3969" SUMMER FES 2016               |
| 2016 | 10月8日  | MINAMI WHEEL 2016                                   |
| 2016 | 10月29日 | くるめ街かど音楽祭 2016                             |
| 2016 | 11月30日 | LIVE DISCOVERY ver.2                                |
| 2016 | 12月22日 | 毎日がクリスマス 2016                               |
| 2016 | 12月24日 | ドォーモ 冬の音楽祭 2016                            |
| 2016 | 12月31日 | COUNTDOWN JAPAN 16/17                               |
| 2017 | 3月18日  | HAPPY JACK 2017                                     |
| 2017 | 3月20日  | SANUKI ROCK COLOSSEUM ～BUSTA CUP 8th round～       |
| 2017 | 5月4日   | NIIGATA RAINBOW ROCK 2017                           |
| 2017 | 6月3日   | SAKAE SP-RING 2017                                  |
| 2017 | 6月25日  | NEKOFES 2017                                        |
| 2017 | 8月5日   | SHOW BY ROCK!! "3969" SUMMER FES 2017               |
| 2017 | 8月8日   | SHOW BY ROCK!! "3969" SUMMER FES 2017               |
| 2017 | 8月11日  | ROCK IN JAPAN FESTIVAL 2017                         |
| 2017 | 8月13日  | SHOW BY ROCK!! "3969" SUMMER FES 2017               |
| 2017 | 8月31日  | SHOW BY ROCK!! "3969" SUMMER FES 2017               |
| 2017 | 9月18日  | TOKYO CALLING 2017                                  |
| 2017 | 11月3日  | くるめ街かど音楽祭2017                              |
| 2018 | 6月3日   | SAKAE SP-RING 2018                                  |
| 2018 | 7月16日  | 篠島フェス 2018                                     |
| 2018 | 7月29日  | SUMMER CRUISE 2018                                  |
| 2018 | 8月31日  | SHOW BY ROCK!! 3969 MIDILAND 2018                   |
| 2018 | 9月2日   | 久留米フェスティバル in 天神 2018                   |
| 2018 | 10月20日 | くるめ街かど音楽祭2018                              |
| 2018 | 10月21日 | くるめ街かど音楽祭2018                              |
| 2018 | 10月28日 | SSW18 ～SINGER SONG WRITERS 2018～ WEST             |
| 2018 | 12月31日 | COUNTDOWN JAPAN 18/19                               |
| 2019 | 4月14日  | トアロード・アコースティック・フェスティバル 2019   |
| 2019 | 4月28日  | バリはやッ!ZIP!フェス '19                           |
| 2019 | 5月4日   | NIIGATA RAINBOW ROCK 2019                           |

## 出演

### ラジオ
| 放送局     | 番組名                                             | 放送時間                                   | 放送期間                      |
| ---------- | -------------------------------------------------- | ------------------------------------------ | ----------------------------- |
| FM FUKUOKA | 植田真梨恵のへびいちご大福                         | 毎週水曜日 21:00 - 21:30                   | 2014年8月6日 - 2015年3月25日  |
| Inter FM   | NEXTUP 植田真梨恵EDITION                           | 第一、第二水曜日 0:00 - 0:30（火曜日深夜） | 2014年10月8日 - 2016年3月9日  |
| Inter FM   | 植田真梨恵のあんまりねむたくない火曜               | 第一、第三水曜日 0:00 - 0:30（火曜日深夜） | 2016年4月6日 - 2016年12月21日 |
| FM OSAKA   | E∞tracks Selection～植田真梨恵のいかようにも火曜～ | 第一、第三火曜日 19:20 - 19:50             | 2015年7月7日 - 2015年12月22日 |
| 東海ラジオ | LIFESTYLE MUSIC 929                                | 毎週火曜日 20:30 - 21:00                   | 2017年10月3日 - 2018年3月27日 |
| 東海ラジオ | LIFESTYLE MUSIC 929                                | 毎週水曜日 2:30 - 3:00（火曜日深夜）       | 2018年4月4日 - 2018年9月25日  |

### インターネットラジオ
- 植田真梨恵の朝まで生返事（2020年 - 、Radiotalk）[45]

### 映画
- 『トモシビ 銚子電鉄6.4kmの軌跡』（2017年5月20日公開） - キミエ 役[46]

### CM
- オルビススキンケア「clear」（2015年）
- 株式会社三昭堂「あなたでいる篇」（2018年）

### ゲーム
- SHOW BY ROCK!!（2017年8月30日、iOS・Android） - まりまり 役（声の出演[47]）

### ユニットメンバー
1. ↑  稲川英里、日高里菜、谷山紀章、植田真梨恵、MiLO、原田郁子、ミト、伊藤大助、SeshiroX、大伴拓之、半妖ゲッチ、村上友哉
2. ↑  小林裕介、野口瑠璃子、高野麻里佳、佐々木未来、たかはしごう、植田真梨恵、MiLO、原田郁子、ミト、SeshiroX、大伴拓之、半妖ゲッチ、村上友哉、Chihiro